# Jacobaea paludosa
Jacobaea paludosa (жовтозілля багнове або жовтозілля болотне як Senecio paludosus — вид рослин з родини айстрових (Asteraceae), поширений у середній і східній Європі.

## Опис
Багаторічна рослина, трава 80–120 см заввишки. Стебло клапчасто-паутинисте. Листки зверху темно-зелені, голі або трохи запушені, знизу сірувато-шерстисті, лінійно-ланцетні, біля основи звужені, на краю звичайно глибоко пильчато-зубчасті. Кошики на довгих ніжках, у волотисто-щитковидному суцвітті, численні, напівкулясті. Сім'янки зазвичай опушені або голі, довгасті, 3.5–4 мм довжиною.

## Поширення
Поширений у середній і східній Європі.
В Україні вид зростає на берегах річок і озер, болотах, вологих луках — у правобережному й західному Поліссі, рідше у правобережному злаковому степу.

## Галерея

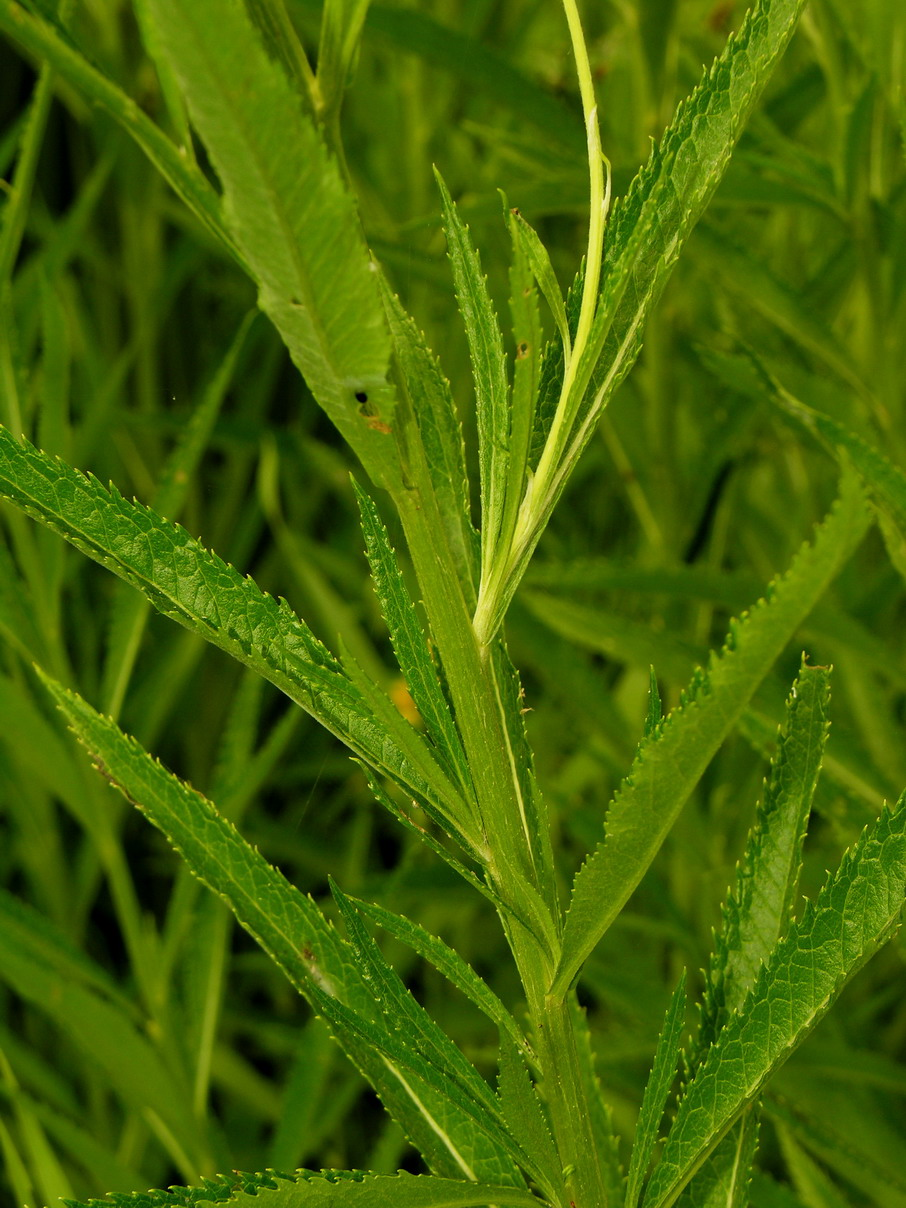
стебло й листки
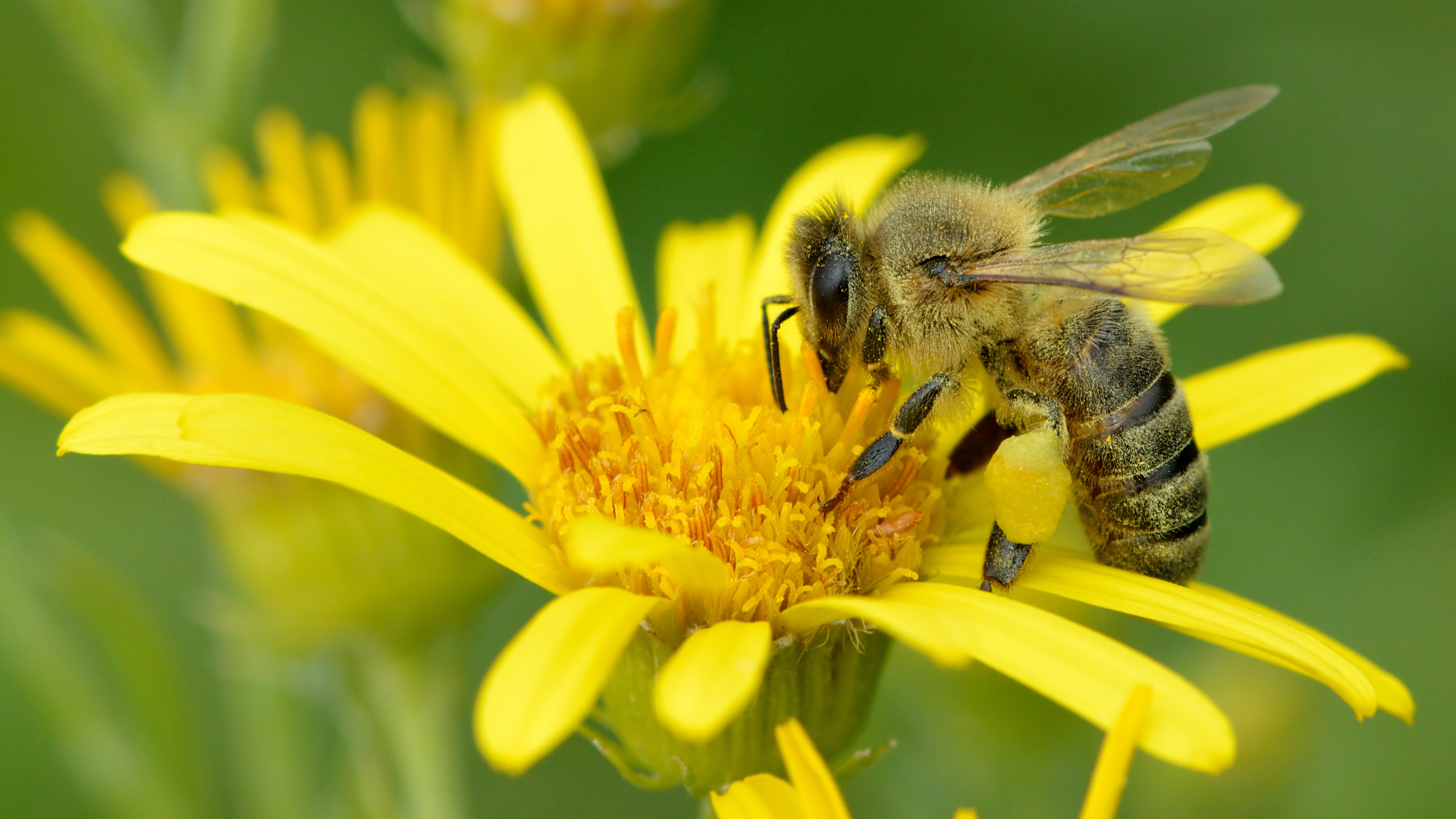
запилення за допомогою Apis mellifera